# Жегалін Іван Кузьмич
Іван Кузьмич Жегалін (22 серпня 1906, село Сенодське Вольського повіту Саратовської губернії, тепер Воскресенського району Саратовської області, Російська Федерація — 13 квітня 1984, місто Москва) — радянський діяч, 1-й секретар Грозненського і Сталінградського обкомів КПРС, надзвичайний і повноважний посол СРСР у Румунській Народній Республіці. Депутат Верховної ради Туркменської РСР 2-го скликання. Депутат Верховної Ради СРСР 3—5-го скликань. Член ЦК КПРС у 1952—1966 роках.

## Життєпис
Народився в родині робітника. З 1920 року працював помічником слюсаря, слюсарем, рахівником на залізниці.
З 1925 по 1929 рік навчався в технікумі Народного комісаріату шляхів сполучення СРСР у місті Ашхабаді.
Член ВКП(б) з 1926 року.
У 1929—1933 роках — машиніст паровоза, заступник начальника депо, заступник начальника 3-го експлуатаційного району Оренбурзької залізниці.
У 1933 році — інструктор Оренбурзького міського комітету ВКП(б).
У 1933—1937 роках — директор, головний інженер заводу імені Чкалова в місті Кірові.
У 1936 році закінчив Уфимський індустріальний інститут господарників.
У 1937—1939 роках — секретар, технічний керівник ремонтної бази ваговимірювальних приладів у місті Оренбурзі (Чкалові).
З 1939 року — на партійній роботі в Чкаловській області.
У вересні 1941—1945 роках — секретар Чкаловського обласного комітету ВКП(б) з палива, заступник секретаря Чкаловського обласного комітету ВКП(б).
У 1945 — січні 1947 року — 1-й секретар Красноводського обласного і міського комітетів КП(б) Туркменістану.
У 1947 — грудні 1948 року — 3-й секретар, секретар Ростовського обласного комітету ВКП(б).
У 1948 році закінчив заочно Вищу партійну школу при ЦК ВКП(б).
У грудні 1948 — 1949 року — 2-й секретар Ростовського обласного комітету ВКП(б).
У 1949 році — інспектор ЦК ВКП(б).
У вересні 1949 — грудні 1955 року — 1-й секретар Грозненського обласного комітету ВКП(б) (КПРС).
У 1955 році — в апараті ЦК КПРС.
У грудні 1955 — 26 листопада 1960 року — 1-й секретар Сталінградського обласного комітету КПРС.
27 листопада 1960 — 15 грудня 1965 року — надзвичайний і повноважний посол СРСР у Румунській Народній Республіці.
У 1966—1976 роках — заступник міністра транспортного і сільськогосподарського машинобудування СРСР.
З 1976 року — на пенсії в місті Москві.
Похований на Новодівочому цвинтарі Москви.

## Нагороди та відзнаки
- два ордени Леніна (12.09.1956,)
- два ордени Трудового Червоного Прапора (11.4.1947,)
- медаль «За доблесну працю у Великій Вітчизняній війні 1941—1945 рр.»
- медаль «За освоєння цілинних земель»
- медалі
- надзвичайний і повноважний посол СРСР (1960)